# Fagure (geometrie)

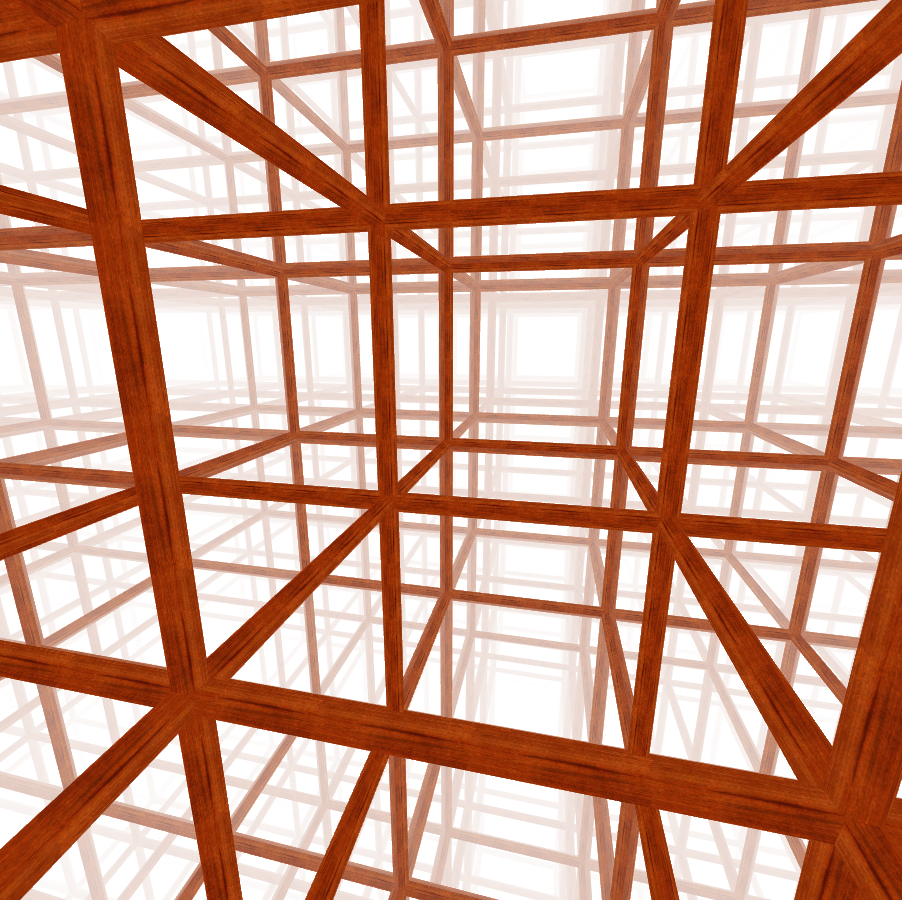
Fagure cubic

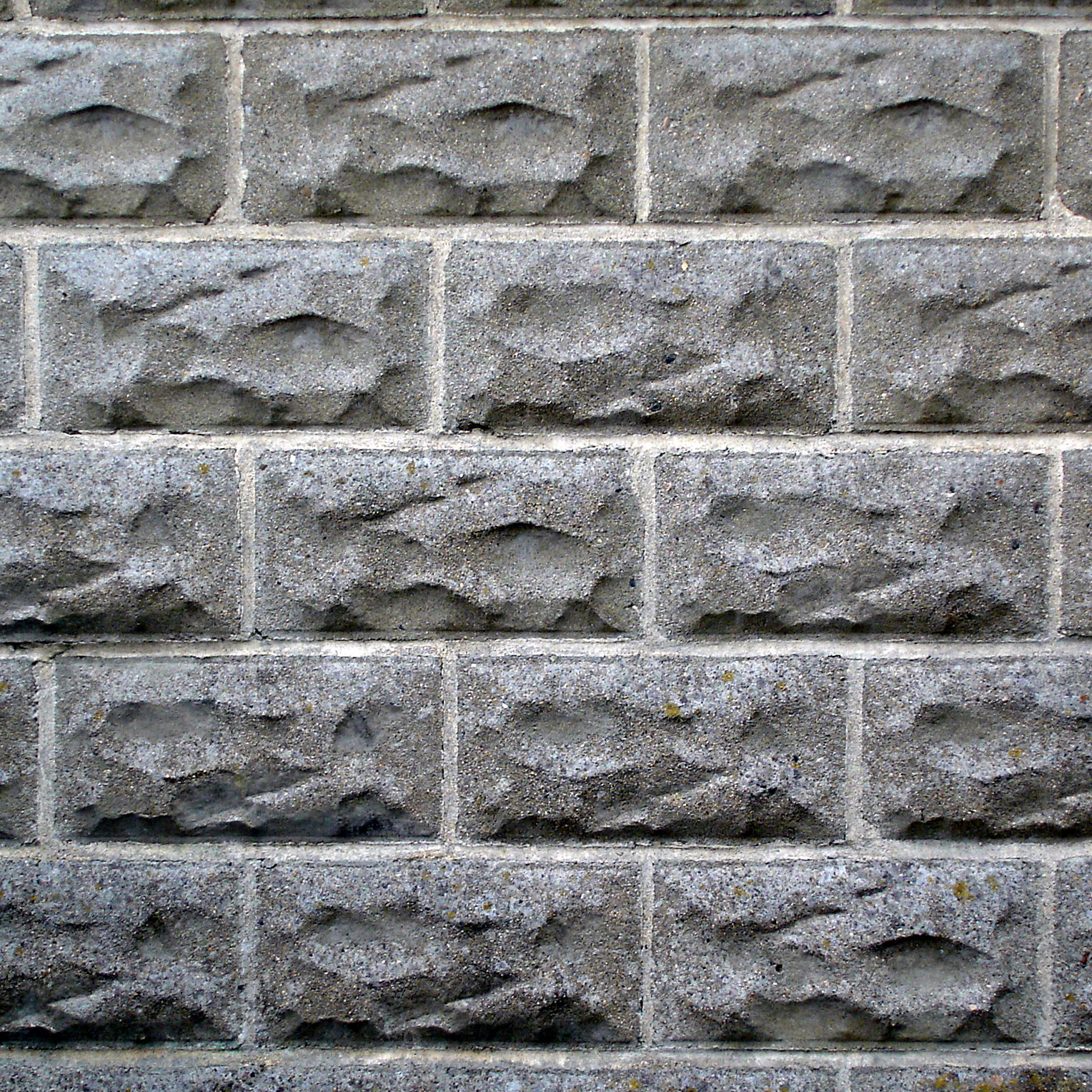
Este posibil să se umple un plan cu poligoane care nu se întâlnesc toate la colțurile lor, de exemplu folosind dreptunghiuri, ca într-un zid de cărămidă: aceasta nu este o pavare adecvată, deoarece colțurile se află parțial de-a lungul marginii unui poligon vecin. Similar, într-un fagure adevărat nu trebuie să existe laturi sau vârfuri așezate parțial de-a lungul feței unei celule vecine. Interpretând fiecare față a cărămizilor ca fiind un hexagon având două unghiuri interioare de 180° permite ca acest model să fie considerat o pavare propriu-zisă. Însă nu toți geometrii acceptă astfel de hexagoane.

În geometrie, un fagure este o umplere a spațiului sau împachetare compactă a poliedrelor sau a celulelor din dimensiuni superioare astfel încât să nu rămână goluri. Este un exemplu de generalizare matematică a pavărilor sau teselărilor în orice număr de dimensiuni. Un n-fagure este un fagure în spațiul n-dimensional.
Fagurii sunt de obicei construiți în spațiul euclidian obișnuit („plat”). Ei pot fi, de asemenea, construiți în spații neeuclidiene, cum ar fi fagurii hiperbolici. Orice politop uniform finit poate fi proiectat în sfera sa circumscrisă pentru a forma un fagure uniform în spațiul sferic.

## Clasificare
Există infinit de mulți faguri, care au fost doar parțial clasificați. Cei mai regulați au stârnit și cel mai mare interes, în timp ce continuă să fie descoperit un sortiment bogat și variat de alți faguri.
Cele mai simple structuri de faguri sunt formate din straturi de prisme suprapuse pe baza unor teselări ale planului. În particular, pentru fiecare paralelipiped, copiile lui pot umple spațiul, fagurele cubic fiind unul special deoarece este singurul fagure regulat în spațiul obișnuit (euclidian). O altă familie interesantă sunt tetraedrele Hill și generalizările lor, care pot, de asemenea, umple spațiul.

### 3-faguri uniformi
Un fagure uniform tridimensional este un fagure în spațiul tridimensional (3-spațiu) compus din celule poliedrice uniforme și având toate vârfurile la fel (adică grupul izometriilor 3-spațiului, care conservă pavarea, este tranzitiv pe vârfuri). Există 28 de exemple convexe în 3-spațiul euclidian, numite și faguri arhimedici.
Se spune despre un fagure că este regulat dacă grupul de izometrii care conservă pavarea este tranzitiv pe steaguri, unde un steag este format dintr-un vârf, o latură din care face parte, o față din care face parte latura, o celulă mărginită de acea față. Fiecare fagure regulat este automat și uniform. Totuși, există un singur fagure regulat în 3-spațiul euclidian, fagurele cubic. Două sunt cvasiregulate (formate din două tipuri de celule regulate):
| Type          | Fagure cubic regulat | Fagure cvasiregulat   |
| Celule        | Cubice               | Octaedre și tetraedre |
| ------------- | -------------------- | --------------------- |
| Strat de dale |                      |                       |

Fagurii tetraedric-octaedrici sunt generați de 3 sau 2 poziții ale stratului de dale al celulelor, fiecare alternând tetraedre și octaedre. Un număr infinit de faguri unici poate fi creat prin modele de ordin superior ale repetărilor a acestor straturi de dale.

### Poliedre care umplu spațiul
Se spune că un fagure care are toate celulele identice în simetriile sale este tranzitiv pe celule (izocoric). În spațiul euclidian tridimensional se spune că o celulă a unui astfel de fagure este un poliedru care umple spațiul. O condiție necesară pentru ca un poliedru să fie un poliedru care umple spațiul este ca invariantul Dehn să fie zero, în afara cubului excluzând toate celalte corpuri platonice.
Cinci poliedre care umplu spațiul pot tesela un spațiu euclidian tridimensional, numai prin translații. Se numesc paraleloedre:
1. Fagure cubic (sau variațiile: cuboid, hexaedru rombic sau paralelipiped)
2. Fagure prismatic hexagonal[5]
3. Fagure dodecaedric rombic
4. Fagure dodecaedric rombohexagonal[6]
5. Fagure cubic bitrunchiat sau cu octaedre trunchiate[7]

| Fagure cubic        | Fagure prismatic hexagonal | Fagure dodecaedric rombic | Fagure dodecaedric rombohexagonal | Fagure cubic bitrunchiat |
| Cub (paralelipiped) | Prismă hexagonală          | Dodecaedru rombic         | Dodecaedru rombohexagonal         | Octaedru trunchiat       |
|                     |                            |                           |                                   |                          |

Alte exemple cunoscute de poliedre care umplu spațiul sunt:
- Fagurele prismatic triunghiular
- Fagurele prismatic triunghiular rotit
- Fagurele tetraedric trunchiat triakis. Celulele Voronoi ale atomilor de carbon din structura diamantului au această formă[8]
- Fagurele dodecaedric trapezo-rombic[9]
- Pavarea izoedrică[10]

### Alți faguri cu două sau mai multe poliedre

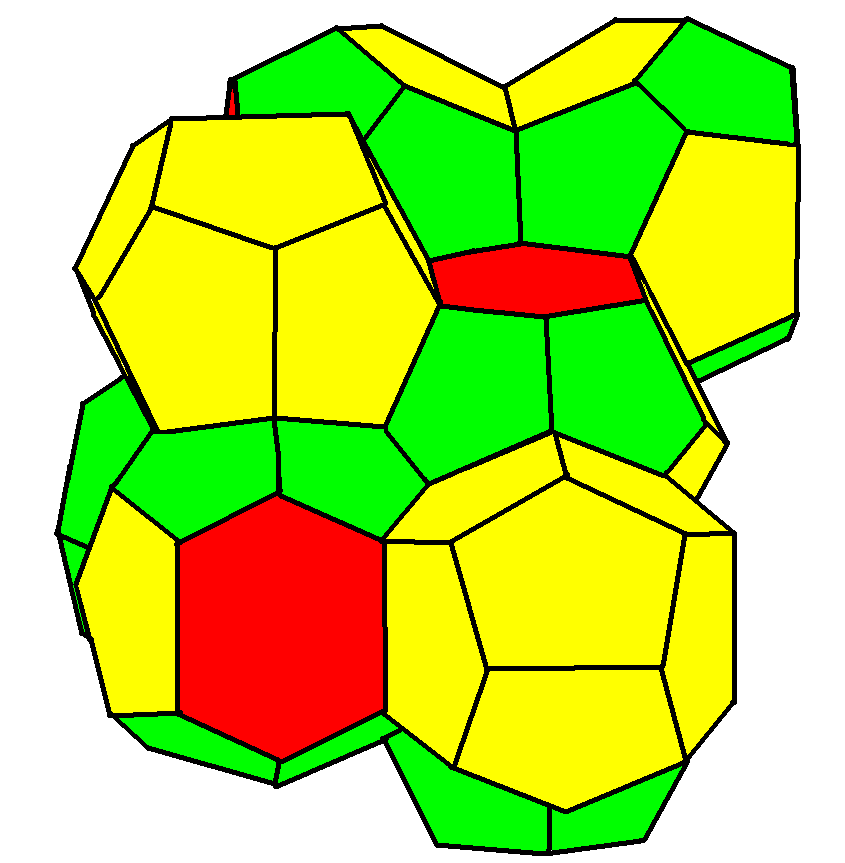
Structură Weaire–Phelan cu două tipuri de celule

Uneori, pentru a umple spațiul pot fi combinate două sau mai multe poliedre diferite. Pe lângă mulți dintre fagurii uniformi, un alt exemplu binecunoscut este structura Weaire–Phelan, sugerată de structura cristalelor de hidrat de gaz.

### 3-faguri neconvecși
Exemplele documentate sunt rare. Se pot distinge două clase:
- Celule neconvexe care se împachetează fără suprapuneri, analog cu pavările cu poligoane concave. Acestea includ o împachetare a micului dodecaedru rombic stelat (prima variantă de stelare), ca în cubul Yoshimoto.
- Suprapunerea celulelor a căror densitate pozitivă și negativă „se anulează” pentru a forma un continuu uniform dens, analog cu pavările suprapuse ale planului.

### Faguri hiperbolici
În spațiul hiperbolic tridimensional, unghiul diedru al unui poliedru depinde de mărimea acestuia. Fagurii hiperbolici regulați sunt de două feluri, cu patru sau cinci dodecaedre care se întâlnesc pe fiecare latură; unghiurile lor diedre fiind {\displaystyle \pi /2\,} și {\displaystyle 2\pi /5\,}, ambele fiind mai mici decât cel al unui dodecaedru euclidian. În afară de acest efect, fagurii hiperbolici respectă aceleași constrângeri topologice ca și fagurii euclidieni și policorurile.
Au fost enumerați 4 faguri hiperbolici regulați compacți și 11 paracompacti precum și mulți faguri hiperbolici uniformi compacți și paracompacti.
| {5,3,4} | {4,3,5} | {3,5,3} | {5,3,5} |

| {6,3,3} | {6,3,4} | {6,3,5} | {6,3,6} |
| {4,4,3} | {4,4,4} | {3,3,6} | {4,3,6} |
| {5,3,6} | {3,6,3} | {3,4,4} |         |

## Dualitarea 3-fagurilor
Pentru fiecare fagure există un fagure dual, care poate fi obținut prin schimbările:
- celulelor cu vârfuri,
- fețelor cu laturi.

Acestea sunt exact regulile pentru dualizarea 4-politopurilor, cu excepția faptului că metoda finită obișnuită de înlocuire pe baza unei hipersfere concentrice poate întâmpina probleme.
Fagurii regulați dualizează simplu:
- Fagurele cubic este autodual.
- Cel al octaedrelor și al tetraedrelor este dual cu cel al dodecaedrelor rombice.
- Fagurii cu dale derivați din pavări uniforme plane sunt duali între ei în același mod în care sunt duale pavările.
- Dualii fagurilor arhimedici rămași sunt toți tranzitivi față de celule și au fost descriși de Inchbald.[13]

## Faguri autoduali
Fagurii pot fi, de asemenea, autoduali. Toate fagurii hipercubici n-dimensionali cu simboluri Schläfli {4,3n − 2,4}, sunt autoduali.